# Jacob Volkmann
Jacob Joseph Volkmann (født 5. september 1980 i Fergus Falls, Minnesota i USA) er en amerikansk tidligere MMA-udøver, som har konkurreret i organisationenerne Ultimate Fighting Championship (UFC), Bellator MMA og World Series of Fighting. Han er i Danmark mest kendt for at have kæmpet mod Martin Kampmann som han tabte til på submission (ninja choke) den 2. januar 2010 på UFC 108.
Han har blandt andre vundet over navne som Paul Kelly (2010), Antonio McKee (2011), Danny Castillo (2011), Efrain Escudero (2011), Shane Roller (2012) og tabt til blandt andre Paulo Thiago (2009).

## Tidlige liv
Volksmann gik på University of Minnesota, hvor han blev Big Ten Conference-mester i brydning og 3-gange NCAA All-American-mester.

## Ultimate Fighting Championship
I august 2009, blev det offentiggjort at Volkmann ville få sin debut i Ultimate Fighting Championship på UFC 106 mod Paulo Thiago. Volkmann tabte kampen via enstemmig afgørelse.
Volkmann tabte sin anden UFC kamp (efter at have taget den med kort varsel) mod Martin Kampmann på UFC 108 via submission i 1. omgang i form af en modificeret guillotine choke døbt "death choke." 
Han fik en tredje chance for at kæmpe i Octagon på UFC Fight Night: Florian vs. Gomi modt Ronys Torres, hvor Volkmann rykkede ned i letvægt. Volkmann vandt kampen via split decision (28–29, 30–27, 30–27) og fik dermed sin første UFC-sejr.
Volkmann skulle have mødt Paul Kelly den 3. july, 2010 på UFC 116. Men kampen blev rykket til 1. august til UFC on Versus: Jones vs. Matyushenko på grund af Kelly's visaproblemer. Volkmann besejrede Kelly via enstemmig afgørelse (30-27, 30-27, 30-27).
Den 2. oktober, 2010, blev det offentliggjort at Volkmann skulle møde tidligere MFC-letvægtsmester, Antonio McKee på UFC 125. Volkmann vandt kampen via split decision. Efter kampen på UFC 125, sagde Volkmann at han ville kæmpe mod USA's daværende præsident Barack Obama fordi han var uenig i hans politik og sagde: "Someone needs to knock some sense into that idiot." Denne udtalelse resulterede i et besøg fra U.S. Secret Service den følgende uge. Volkmann har optrådt i adskillige nationale nyheds-udsendelser på grund af disse kommentarer, inklusive The Tonight Show with Jay Leno, Inside Edition og Fox Business Network. Volkmann blev også hyret hos White Bear Lake High School, hvor han er assistenttræner i brydning.

## Privatliv
Volkmann og hans kone har 3 børn. Volkmann er også kiropraktor og ejer en klinik.